# José Corts Grau
José Corts Grau (Fortaleny, Valencia, 25 de octubre de 1905 - Valencia, 4 de enero de 1995) fue un humanista y jurista español. Desempeñó la cátedra de Filosofía del Derecho de la Universidad de Valencia, de la que fue rector durante muchos años.

## Biografía
Estudió Derecho en Valencia entre 1924 y 1929. Fue becario del Colegio Mayor San Juan de Ribera de Burjasot. Al finalizar la carrera obtuvo el Premio Extraordinario de Licenciatura. Perteneció a la Asociación Católica Nacional de Propagandistas (ACNP).
Amplió estudios con las principales figuras del pensamiento de su tiempo, tanto en el ámbito de la Filosofía del Derecho, con los institucionalistas franceses Georges Renard y Joseph Delos, como en el ámbito de la filosofía general, al estudiar un curso con Martin Heidegger en la Universidad de Friburgo.
Colaboró en Acción Española, la revista y sociedad cultural fundada por Ramiro de Maeztu en 1931 por la que desfilaron las mejores plumas del rico y variado pensamiento conservador español de la época; hombres de la talla de José Calvo Sotelo, Víctor Pradera, José María Pemán, Rafael Sánchez Mazas o Ernesto Giménez Caballero entre muchos otros.
En 1931 obtuvo el Premio Extraordinario de Doctorado tras defender su tesis sobre el Pensamiento Político de Balmes. En 1935 logró la cátedra de Filosofía del Derecho de la Universidad de Granada. En 1941 se trasladó a la Universidad de Valencia, donde desempeñará su magisterio hasta la jubilación.
Desde 1951 a 1967 fue Rector de la Universidad de Valencia.

## Obras
- Filosofía del Derecho. Introducción. Madrid, 1941.
- Filosofía del Derecho. Historia hasta el siglo XIII. Madrid, 1942.
- J. Luis Vives (Antología). Madrid, 1943.
- Filosofía del Derecho. Introducción Gnoseológica. Madrid, 1944.
- Balmes, filósofo social, apologista y político. Madrid, 1945
- Motivos de la España eterna. Madrid, 1946.
- Los humanismos y el hombre. Valencia, 1967.
- Actualización del pensamiento de Santa Teresa de Jesús en nuestra época. Valencia, 1997.